# Верховские (дворянский род)
Верховские (пол. Wierchowski) — древний русский дворянский род,
С конца XVII века владевший поместьями в Галичском уезде и записанный в VI часть родословной книги Костромской губернии.
В «Гербовнике» значатся две фамилии рода Верховских, вероятно одного происхождения:
1. Родоначальник Андрей Матвеевич Верховский ( † 1607), служивший по Ельцу, владевший селом Богословским, на реке Шаге, в Галицком уезде Парицкой волости. «…жалованы были от Государей в 1578 и других годах поместьями» («Гербовник», VII, 30)[1].
2. Потомки Михаила Савельевича Верховского[2] († 1620), его сыновья, Григорий, Иван, Василий, Кирилл и Степан, «в 1609 и других годах по Разрядному Архиву писаны в числе дворян и детей боярских в городовых с поместным окладом» («Гербовник», IX, 27)[3]. Владели поместьями в Галицком уезде[4]. В 1888 году от имени всех Верховских Василий Петрович Верховский (29.12.1847, Ветлуга — 29.12.1920, Петроград) ходатайствовал о сопричислении рода Савелия Верховского к древнему дворянскому роду.

Есть ещё старинный дворянский род, ведущий начало от Адама Верховского, пожалованного поместьями в Смоленском уезде королём польским Владиславом IV в 1641 году. Род этот записан в VI часть родословной книги Смоленской губернии. Из этого рода происходил Захарий Васильевич (Богданович) Верховский, известный как преподобный старец Зосима; а также Александр Иванович Верховский и Юрий и Лидия Никандровичи Верховские.

## История рода
В первой четверти XVII столетия Верховское владели поместьями в Арзамасском и Костромском уездах. Власий Матвеевич служил в детях боярский по Галичу (1608). Яков Семёнович повёрстан поместным окладом по Атемару (1649).
Алексей Артемьевич и Иван Иванович Верховские владели населёнными имениями (1699).

## Описание герба
Щит разделён на четыре части, из коих в первой в зелёном поле изображены золотые крест и под ним подкова шипами вниз и через неё крестообразно две золотых стрелы (изм. польский герб Сушинский). Во второй части, в красном поле, золотом означены весы и под ними циркуль, В третьей части, в красном поле, серебряная сабля и ружьё. В четвёртой части, в зелёном поле, крестообразно же положены два серебряных пистолета.
Щит увенчан дворянскими шлемом и короной. Нашлемник: три страусовых пера. Намёт на щите зелёный и красный, подложенный золотом и серебром. Щитодержатели: два льва. Герб рода Вереховских (Верховских) внесён в Часть 9 Общего гербовника дворянских родов Всероссийской империи, стр. 27.

## Известные представители
- Верховский Василий — жилец (1649).
- Верховские: Елисей и Михаил Яковлевичи — рейтары, написаны в Пензенской десятине (1677).
- Верховский Совет Леонтьевич — московский дворянин (1678).
- Верховский Павел Александрович — стольник (1686-1692).
- Верховский Михаил Советович — стряпчий (1692)[7].
- Верховский-Базилевич Александр — прапорщик Кабардинского пехотного полка, погиб в сражении (07 июня 1846)[4].
- Василий Петрович Верховский (1847—1920) — тайный советник. Окончил Костромскую гимназию и юридический факультет Московского университета; служил в Морском ведомстве, где заведовал делопроизводством Адмиралтейского Совета. В 1886 году вышел в отставку, но был зачислен сверх штата в Собственную Её Императорского Величества Канцелярию по благотворительным учреждениям Императрицы Марии. С 11 февраля 1883 года был женат на дочери В. А. Кокорева, Прасковье.
- Верховский, Владимир Владимирович (1849—1910) — член Совета министра финансов, член Государственного совета.
- Верховский, Владимир Михайлович (1835—1916) — тайный советник.
- Верховский, Владимир Павлович (1838—1917) — адмирал.